# Cupa Ligii
Cupa Ligii je pohárová vyřazovací soutěž v rumunském fotbalu (rumunský ligový pohár), které se účastní pouze kluby hrající rumunskou nejvyšší ligu Liga I. Hrálo se v letech 1994, 1998 a 2000, v sezóně 2014/15 došlo k obnovení soutěže.

## Přehled finálových zápasů
Pozn.: vítěz je označen tučně.

Zdroj: 
- 1994 FC Rapid București – UTA Arad 5:1[2]
- 1998 FCM Bacău – FC Universitatea Cluj 3:2 (po prodl.)
- 2000 ACF Gloria Bistrița – FCM Bacău 2:2 po prodl. 3:1 (pen.)
- 2014/15 FC Steaua București – CS Pandurii Târgu Jiu 3:0
- 2015/16 FC Steaua București – CS Concordia Chiajna 2:1 (po prodl.)[3]
- 2016/17 FC Dinamo București – ACS Poli Timișoara 2:0[4]